# Robert Stroud

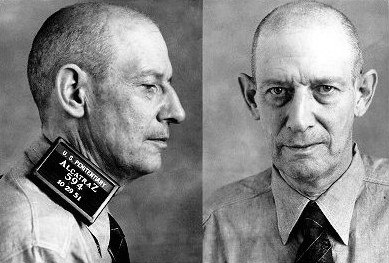
Erkennungsdienstliches Foto von Robert Stroud vom 29. Oktober 1951

Robert Franklin Stroud (* 28. Januar 1890 in Seattle, Washington; † 21. November 1963 in Springfield, Missouri) war ein US-amerikanischer Gewaltverbrecher, der im Alter von 19 Jahren als verurteilter Mörder ins Gefängnis kam. Während seiner mehr als fünfzigjährigen Haft wurde er zu einem anerkannten Vogelkundler und verfasste mehrere Bücher.
Thomas E. Gaddis veröffentlichte 1955 den Roman Birdman of Alcatraz, der sich nicht ganz faktentreu mit dem Leben von Robert Stroud befasst. Das davon inspirierte Gefängnisdrama Der Gefangene von Alcatraz (Birdman of Alcatraz, 1962) zeichnet die Entwicklung vom Gewaltverbrecher zum Vogelkundler nach und macht den Fall Strouds einer breiten Öffentlichkeit bekannt.

## Leben

### Kindheit und Jugend
Robert Stroud war das erste gemeinsame Kind von Elizabeth Jane (geb. McCartney, 1860–1938) und Benjamin Franklin Stroud. Seine Mutter hatte bereits zwei Töchter aus erster Ehe. Strouds frühe Kindheit wurde von einem gewalttätigen, alkoholabhängigen Vater und einer fürsorglichen Mutter geprägt. Nachdem der Vater bereits mehrfach gedroht hatte, die gesamte Familie zu erschlagen, verließ Stroud mit dreizehn Jahren sein Elternhaus. Zunächst schlug er sich als Gelegenheitsarbeiter im Hafen von Seattle durch.
Mit 18 Jahren arbeitete er in Juneau, Alaska, als Zuhälter. Dort lernte er die 36-jährige Prostituierte Kate „Kitty“ O’Brian kennen und zog bald darauf bei ihr ein. Nachdem der Barkeeper F. K. „Charlie“ von Dahmer eines Tages Kitty nicht für ihre Dienste bezahlt und sie zusammengeschlagen hatte, erschoss ihn Stroud, Anfang 1909, im Streit. Er bekannte sich schuldig und wurde am 23. August 1909 zu zwölf Jahren Gefängnis verurteilt. Seine Haft trat er in der berüchtigten Strafanstalt McNeil Island Corrections Center an, die sich auf einer Seattle vorgelagerten Insel in der Region Puget Sound befand. Von Anfang an galt er als schwieriger Gefangener, der weder vor Einschüchterung noch vor Gewalt zurückschreckte und dabei auch vor Angestellten des Gefängnisses nicht haltmachte.

### In Leavenworth
Der aufsässige und gewalttätige Stroud wurde 1912 in das moderne Bundesgefängnis Leavenworth in Kansas verlegt, nachdem er einen Mithäftling niedergestochen hatte. Der als Einzelgänger bekannte Häftling hatte hier Zugang zu einer umfangreichen Bibliothek und hatte die Möglichkeit, an Fernstudiengängen teilzunehmen. In Leavenworth belegte er Kurse in Astronomie, Mathematik und Bauzeichnen. Trotz seiner geringen Schulbildung schaffte er alle Prüfungen mit hervorragenden Ergebnissen. In diesen Jahren trat erstmals eine schmerzhafte Nierenerkrankung auf, die ihn sein ganzes Leben begleiten sollte.
Er stahl jedoch auch ein Messer aus der Küche und arbeitete es zu einer gefährlichen Mordwaffe um. Am 26. März 1916 griff er mit seiner selbst gebauten Stichwaffe den 29-jährigen Wärter Andrew F. Turner an. Nachdem Turner Stroud den Besuch seines jüngeren Bruders aufgrund eines Regelverstoßes nicht gewähren wollte, wurde er von Stroud im gut besuchten Speisesaal öffentlich mit einem einzigen Stich getötet. Für den Mord an Turner wurde Stroud zunächst zum Tode verurteilt. Durch einen Brief seiner Mutter erteilte ihm Präsident Woodrow Wilson im April des Folgejahres eine Begnadigung, die das Urteil in eine lebenslange Freiheitsstrafe in Isolationshaft umwandelte. Stroud verbrachte daraufhin tatsächlich fast 40 Jahre in Einzelhaft, die erst vier Jahre vor seinem Tod endete, nachdem er 1959 nach Missouri verlegt worden war.
In Leavenworth beschäftigte er sich zunächst mit Malerei.
Während eines Gewitters fand Stroud beim Hofgang ein Nest mit mehreren jungen Sperlingen. Ein Wachtposten beobachtete, wie Stroud das Nest mit den Vogeljungen mitnahm. In seiner Zelle zog er die Küken in einem Nest aus Strümpfen mit vorgekautem Gefängnisessen auf und begann damit, sie zu dressieren. Bald darauf wurde sein Antrag auf die Haltung von Kanarienvögeln gestattet, nachdem er zuvor die kranken Vögel eines Mithäftlings aufgepäppelt hatte.
Es war der Beginn einer im amerikanischen Strafvollzug beispiellosen Karriere. Die individuelle Beschäftigung der Häftlinge wurde als Möglichkeit zur Resozialisierung betrachtet und war aus diesem Grund gestattet. Mit großer Geduld und Beobachtungsgabe widmete sich Stroud bald darauf der Pflege und Aufzucht von Kanarienvögeln. Der Autodidakt sezierte auch verstorbene Vögel, um mehr über ihre Todesursachen zu erfahren. Nachdem erste Artikel in Fachzeitschriften erschienen waren, wurden zunehmend Vogelkundler auf ihn aufmerksam. Stroud stellte außerdem Medikamente für Vögel her, die seine Mutter für ihn verkaufte und schrieb mehrere ornithologische Bücher, darunter das von ihm selbst illustrierte Werk Stroud’s Digest on the Diseases of Birds, das 1943 erschien. Mit Ende 30 schickte er, nach fast 20 Jahren in Haft, erfolglos ein Gnadengesuch an Präsident Calvin Coolidge.

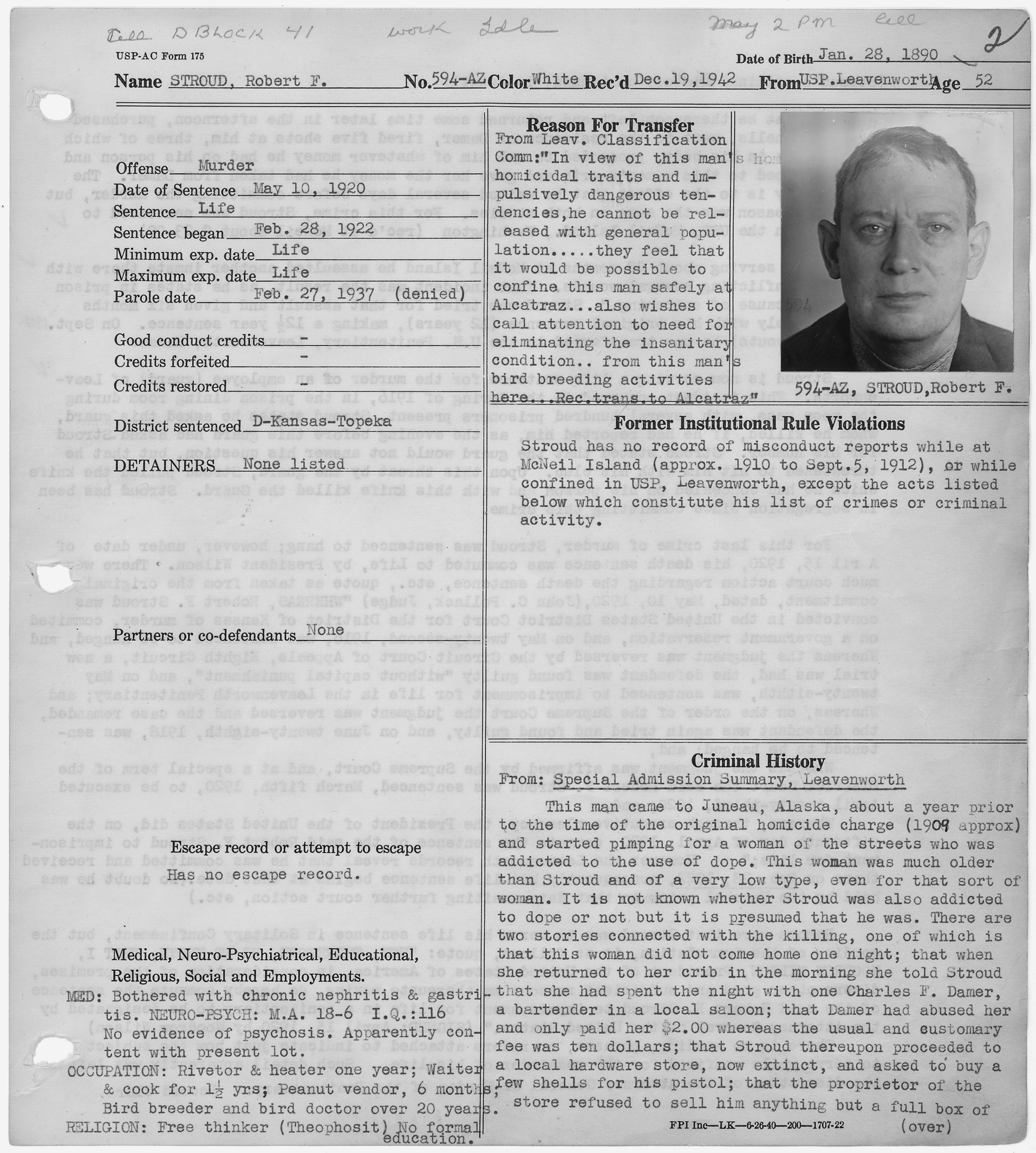
Strouds Gefängnisakte aus Alcatraz (19. Dezember 1942)

Hatte das Wachpersonal anfangs sein Hobby noch wohlwollend gefördert – es half, den aggressiven Gewalttäter zu bändigen – wurden die intensiven Außenweltkontakte des prominenten Häftlings zunehmend argwöhnisch betrachtet. Als man Stroud seine Vogelhaltung verbieten wollte, reagierte er über die Presse mit einer Briefkampagne befreundeter Vogelexperten, die sogar Präsident Herbert Hoover erreichte. Er durfte seine Vögel behalten und die verwitwete Vogelkundlerin Della Jones schmuggelte sein Manuskript Diseases of Canaries (dt. Krankheiten bei Kanarienvögeln) aus dem Gefängnis, mit dem er in Fachkreisen großen Erfolg hatte.
Als Stroud Ende der 1930er Jahre erfuhr, dass er nach Alcatraz verlegt werden sollte, ging er bei einem Besuchstermin eine Vertragsehe mit Della Jones ein, durch die er vorerst in Leavenworth verbleiben durfte. Doch seine Mutter war gegen diese Ehe und unterstützte ihn daher auch nicht bei seinem erneuten Gesuch um vorzeitige Entlassung.
Schließlich wurde Stroud im Dezember 1942 nach 30 Jahren Haft in Leavenworth nach Alcatraz abgeschoben, nachdem es zu einer öffentlich ausgetragenen Auseinandersetzung mit dem Verleger seines Buches über Krankheiten bei Kanarienvögeln gekommen war. Ein weiterer Grund für seine Verlegung bestand darin, dass er seine Forschungsutensilien benutzt hatte, um in seiner Zelle selbst Alkohol zu destillieren.

### In Alcatraz und Springfield

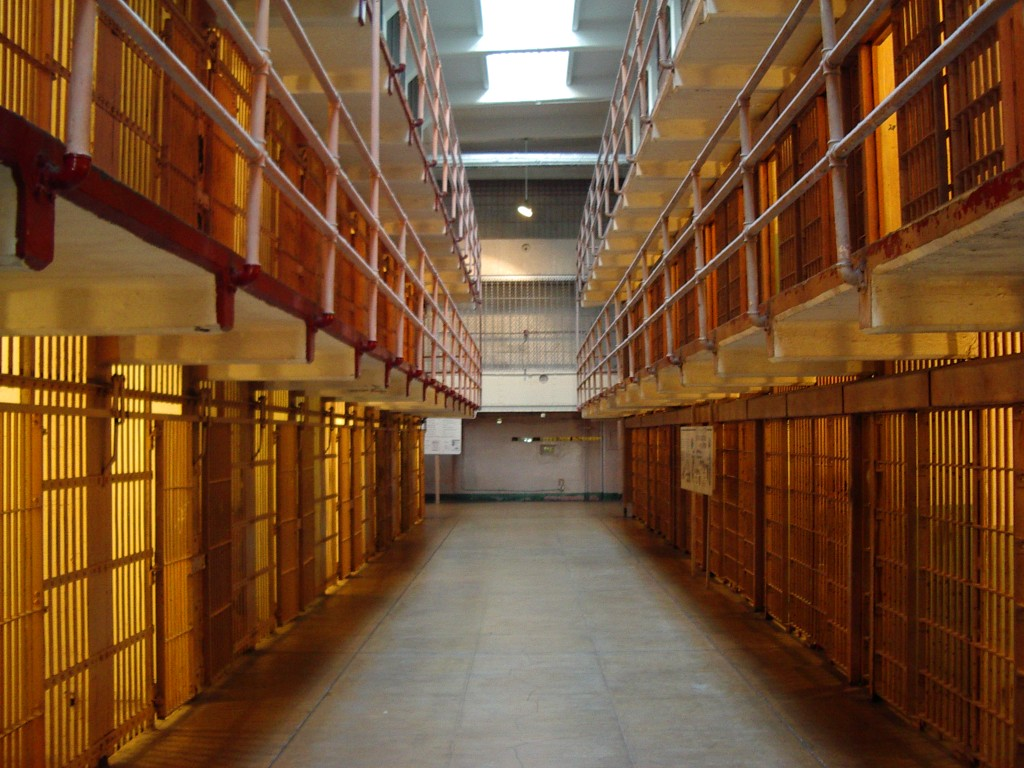
Zellentrakt in Alcatraz

Robert Stroud beschäftigte sich in Alcatraz hauptsächlich mit dem Studium juristischer Fachbücher. Er verfasste in seiner Zeit in Alcatraz ein Buch über das amerikanische Justizvollzugssystem, Looking Outward: A History of the U.S. Prison System from Colonial Times to the Formation of the Bureau of Prisons (dt. Blick nach außen: Eine Geschichte des US-Strafvollzugs von der Kolonialzeit bis zur Einrichtung des Bureau of Prisons).
Der Psychiater Romney M. Ritchey diagnostizierte bei Stroud im Jahr 1943 Psychopathie. Nach einem misslungenen Suizidversuch wurde Stroud im Gefängnislazarett untergebracht. Vier Jahre vor seinem Tod wurde er 1959, aufgrund seines schlechten Gesundheitszustands, in das Gefängnis von Springfield, Missouri, verlegt, wo er am 21. November 1963 nach ununterbrochenen 54 Jahren Haft im Alter von 73 Jahren starb.

## DerBirdmanin der Popkultur
Der Autor Thomas E. Gaddis veröffentlichte 1955 mit Birdman of Alcatraz eine nicht ganz faktentreue Biografie über Stroud, der in Alcatraz, anders als in Leavenworth, tatsächlich keine Möglichkeit zur Vogelzucht hatte. Da der Autor als Psychologe und Gerichtsgutachter an die Kraft der Resozialisierung glaubte, stellte er Stroud in seinem Buch nicht als den unberechenbaren und gefährlichen Psychopathen dar, als den ihn das Justizvollzugspersonal und seine Mithäftlinge sahen.
Das 1962 erschienene Gefängnisdrama Der Gefangene von Alcatraz basiert lose auf der Buchvorlage. Obwohl Stroud in Alcatraz keine Möglichkeiten zur Vogelzucht hatte, wurde aus dem „Birdman“ (engl.: „Vogelmann“) durch den Film der „Birdman von Alcatraz“. Burt Lancasters Darstellung eines sanftmütigen, älteren Herrn hatte insgesamt nicht viel mit der Realität zu tun, einige Kritiker schreiben, die Figur sei eine idealisierte Darstellung von Stroud. Er selbst hat den Film nie gesehen, da ihm der Besuch des Kinos nicht gestattet wurde.

## Schriften
- Diseases of Canaries. (geschrieben 1933) TFH Pubns, US 1966, ISBN 0-87666-436-2.
- Stroud's Digest on the diseases of birds. T.F.H. Publication, London 1964.